# Гайба
Гайба (итал. Gaiba) — коммуна в Италии, располагается в провинции Ровиго области Венеция.
Население составляет 1128 человек (2008 г.), плотность населения составляет 93 чел./км². Занимает площадь 12 км². Почтовый индекс — 45030. Телефонный код — 0425.
Покровителями коммуны почитаются святой Иосиф Обручник и святая Анна, празднование 26 июля.

## Демография
Динамика населения:

## Города-побратимы
- Альверня, Польша
- Колленьо, Италия
- Роккетта-Сант-Антонио, Италия

## Администрация коммуны
- Официальный сайт: http://www.comune.gaiba.ro.it/